# Anna Meixner
Anna Meixner (* 16. Juni 1994 in Zell am See) ist eine österreichische Eishockeyspielerin, die seit 2024 bei den Ottawa Charge in der Professional Women’s Hockey League unter Vertrag steht.

## Karriere
Anna Meixner stammt aus dem Nachwuchs des EK Zell am See, für den sie bis zu ihrem 16. Lebensjahr spielte. Anschließend musste sie ihren Heimatverein verlassen, das es weder eine Frauenmannschaft gab, noch es ihr erlaubt war, in den männlichen Ü16-Mannschaften zu spielen. Daher spielte sie zunächst für den EC The Ravens Salzburg in der Dameneishockey-Bundesliga, ehe sie als 17-Jährige nach Wien zog und vom EHV Sabres Wien verpflichtet wurde. Mit den Sabres gewann sie in den folgenden Jahren mehrfach den österreichischen Staatsmeistertitel, die Elite Women’s Hockey League und den EWHL Supercup.
2016 suchte Meixner nach einer neuen Herausforderung und schickte dem Trainer des HV71 aus Jönköping eine SMS. Daraus entstand letztlich ihr erstes Auslandsengagement, das 2017 mit dem schwedischen Vizemeistertitel endete. Danach spielte sie wieder für die Sabres und gewann mit diesen 2018 sowohl die EWHL, als auch den Staatsmeistertitel. 2020 kehrte Meixner nach Schweden in die SDHL zurück und wurde von Brynäs IF aus Gävle verpflichtet. In der Saison 2021/22 spielte Meixner im Sturm mit Lara Stalder und Kateřina Mrázová zusammen und erreichte das Playoff-Finale. Im entscheidenden fünften Spiel musste Brynäs sich gegen Luleå HF geschlagen geben. Meixner spielte eine herausragende Saison mit 10 Toren und 12 Assists in 24 Spielen. In der folgenden Saison gehörte sie zu den dominierenden Spielerinnen der Liga, wurde mit Brynäs erneut Vizemeister und am Saisonende als wertvollste Spielerin mit dem Guldhjälmen ausgezeichnet.
Während des PWHL Draft 2024 wurde sie in Runde sechs von den Ottawa Charge ausgewählt und unterschrieb im Juni 2024 einen Einjahresvertrag bei dem Franchise. In Vorbereitung auf die Saison 2024/25 absolvierte sie einige Partien für die SKN Sabres St. Pölten. 
Anna Meixner gilt als eine der schnellsten und torgefährlichsten Spielerinnen Europas ihrer Generation.

### International
Im Jahr 2008 debütierte Anna Meixner für die österreichische U15-Juniorinnen-Nationalmannschaft. Zwei Jahre später wurde sie für die Weltmeisterschaft der U18-Frauen der Division I nominiert und erzielte im Turnierverlauf acht Scorerpunkte. Weitere WM-Einsätze im U18-Bereich folgten 2011 und 2012, wobei sie 2011 als beste Stürmerin der Division I ausgezeichnet wurde. Bei den Olympischen Jugendspielen 2012 in Innsbruck gewann Meixner mit der U16-Nationalmannschaft die Silbermedaille im Eishockeyturnier, ehe sie im April 2012 an ihrer ersten Frauen-Weltmeisterschaft teilnahm. Seither ist sie fester Bestandteil des Nationalkaders und vertrat Österreich bei den jährlichen Weltmeisterschaften der Division I sowie im Rahmen der Olympiaqualifikation 2013, 2017 und 2021. Bei der Weltmeisterschaft der Division IA 2015 wurde sie mit elf Punkten Topscorerin und folgerichtig als beste Stürmerin des Turniers ausgezeichnet.
Bei der Weltmeisterschaft der Division IA 2025 schaffte sie gemeinsam mit dem Nationalteam erstmals den Aufstieg in die Top-Division und trug zu diesem Erfolg 4 Tore und 4 Assists bei.

## Erfolge und Auszeichnungen
- 2011 Beste Stürmerin der Weltmeisterschaft der U18-Frauen der Division I
- 2012 Österreichischer Meister mit dem EHV Sabres Wien
- 2012 Gewinn der Elite Women’s Hockey League mit dem EHV Sabres Wien
- 2013 Österreichischer Meister mit dem EHV Sabres Wien
- 2014 Österreichischer Meister mit dem EHV Sabres Wien
- 2014 All-Star-Team der Elite Women’s Hockey League
- 2015 Gewinn der Elite Women’s Hockey League mit dem EHV Sabres Wien
- 2015 Topscorer und All-Star-Team der Elite Women’s Hockey League
- 2015 Österreichischer Meister mit dem EHV Sabres Wien
- 2015 Topscorerin und beste Stürmerin der Weltmeisterschaft der Division IA
- 2016 Gewinn der Elite Women’s Hockey League mit dem EHV Sabres Wien
- 2016 Topscorer und All-Star-Team der Elite Women’s Hockey League
- 2016 Österreichischer Meister mit dem EHV Sabres Wien
- 2017 Schwedischer Vizemeister mit HV71
- 2018 Gewinn der Elite Women’s Hockey League mit dem EHV Sabres Wien
- 2018 Österreichischer Meister mit dem EHV Sabres Wien
- 2021 Schwedischer Vizemeister mit Brynäs IF
- 2022 Schwedischer Vizemeister mit Brynäs IF
- 2023 Schwedischer Vizemeister mit Brynäs IF
- 2023 Guldhjälmen als wertvollste Spielerin der Svenska damhockeyligan
- 2023 Stürmerin des Jahres der SDHL
- 2025 Aufstieg in die Top-Division bei der Weltmeisterschaft der Division IA

## Karrierestatistik
(Legende zur Spielerstatistik: Sp oder GP = absolvierte Spiele; T oder G = erzielte Tore; V oder A = erzielte Assists; Pkt oder Pts = erzielte Scorerpunkte; SM oder PIM = erhaltene Strafminuten; +/− = Plus/Minus-Bilanz; PP = erzielte Überzahltore; SH = erzielte Unterzahltore; GW = erzielte Siegtore; 1 Play-downs/Relegation; Kursiv: Statistik nicht vollständig); ÖSM = Österreichische Staatsmeisterschaft